# Rainer Podlesch
Rainer Podlesch (Dobbertin, 4 de novembro de 1944) é um ex-ciclista alemão que representou a Alemanha Ocidental em duas edições dos Jogos Olímpicos (1968 e 1972), dos quais conquistou a medalha de prata em 1968, na prova de perseguição por equipes (4000 m). Foi um ciclista ativo entre 1966 e 1983.